# تیوره
تیوره (به لاتین: Taywara) یک منطقهٔ مسکونی در افغانستان است که در ولسوالی تیوره واقع شده‌است. تیوره ۱۵٬۰۰۰ نفر جمعیت دارد و ۲٬۲۵۰ متر بالاتر از سطح دریا واقع شده‌است.